# 喬西·查爾斯
喬許·查爾斯（英語：Joshua Aaron "Josh" Charles，1971年9月15日—）是美國的一位演員，他最著名的作品有在《Sports Night》中飾演Daniel "Dan" Rydell，及在《法庭女王》中飾演Will Gardner；早期的作品則有在《死亡詩社》中飾演Knox Overstreet。

## 早期生活
喬西·查爾斯他出生於美國馬里蘭州巴爾的摩。他的父親是阿什肯納茲猶太人。母親有德國、英國和蘇格蘭血統。

## 外部連結
- Josh Charles在互联网电影资料库（IMDb）上的資料（英文）
- 互联网外百老汇数据库（IOBDB）上喬西·查爾斯的資料（英文）
- People Weekly 1989 interview
- Josh Charles on 'The Daily Show', 13 April 1999（页面存档备份，存于）
- Rob Neyer interview 2003

1. ↑  . IMDb.   [2017-11-17]. （原始内容存档于2018-01-07）.